# Calamaria lovii
Espèce
Synonymes
- Calamaria gimletti Boulenger, 1905
- Calamaria ventralis Cochran, 1923
- Calamaria doerianense Brongersma, 1928
- Calamaria fraseri Taylor, 1962
- Calamaria lovii ingermarxi Darevsky & Orlov, 1992

Statut de conservation UICN

 LC  : Préoccupation mineure
Calamaria lovii  est une espèce de serpents de la famille des Colubridae.

## Répartition
Cette espèce se rencontre à Java et au Kalimantan en Indonésie, en Malaisie et au Viêt Nam.

## Description
Dans sa description Boulenger indique que le spécimen en sa possession mesure 265 mm. Son dos est grisâtre et présente des lignes formées de petites taches.

## Liste des sous-espèces
Selon The Reptile Database (12 février 2014) :
- Calamaria lovii gimletti Boulenger, 1905
- Calamaria lovii ingermarxorum Darevsky & Orlov, 1992
- Calamaria lovii lovii Boulenger, 1887
- Calamaria lovii wermuthi Inger & Marx, 1965

## Étymologie
Son nom d'espèce, lovii, lui a été donné en l'honneur de Hugh Brooke Low qui a fourni le spécimen étudié au Natural History Museum de Londres. La sous-espèce Calamaria lovii ingermarxorum est nommée en l'honneur de Robert Frederick Inger et de Hymen Marx.

## Publications originales
- Boulenger, 1887 : Description of a new snake, of the genus Calamaria, from Borneo. Annals and Magazine of Natural History, sér. 5, vol. 19, p. 169-170 (texte intégral).
- Boulenger, 1905 : Descriptions of new snakes in the collection of the British Museum. Annals and Magazine of Natural History, sér. 7, vol. 15, p. 453-456 (texte intégral).
- Darevsky & Orlov, 1992 : A new subspecies of the Dwarf Snake Calamaria lowi ingermarxi ssp. nov. (Serpentes, Colubridae) from Southern Vietnam. Asiatic Herpetological Research, vol. 4, p. 13-17 (texte intégral).
- Inger & Marx, 1965 : The systematics and evolution of the oriental colubrid snakes of the genus Calamaria. Fieldiana, Zoology, vol. 49, p. 1-304 (texte intégral).